# Auguste von Harrach
Condessa Auguste von Harrach (Dresden, 30 de agosto de 1800 – Bad Homburg, 5 de junho de 1873), foi a segunda esposa do rei Frederico Guilherme III da Prússia. Na época de seu casamento, a família Harrach ainda não era reconhecida como dinástica. Mais tarde, em 1841, eles foram oficialmente reconhecidos como uma família mediatizada (uma antiga família governante dentro do Sacro Império Romano), com o estilo de Sua Alteza Ilustríssima, o que lhes permitiu ter o mesmo status para fins de casamento com as famílias reinantes e reais. Assim, em 1824 quando o casamento ocorreu, ele foi tratado como morganático, então ela não foi nomeada rainha, mas recebeu o título de Princesa von Liegnitz (atual Legnica) e Condessa von Hohenzollern.

## Família
Auguste era filha do conde austríaco Ferdinand Joseph von Harrach zu Rohrau und Thannhausen (1763-1841) e da nobre saxã Johanna Christiane Rayski von Dubnitz (1767-1830), cujo pai, Johann Heinrich Adolf Rayski von Dubnitz, era o proprietário do Castelo Struppen, perto de Dresden. Patrilinearmente, ela era descendente de Aloys Thomas Raimund, Conde Harrach (1669-1742), vice-rei de Nápoles e do Conde Friedrich August von Harrach (1696-1749), governador dos Países Baixos Austríacos. Através de sua mãe, Auguste era descendente da nobreza saxônica e boêmia. Ela era uma descendente matrilinear direta de Lucas Cranach, o Velho e Lucas Cranach, o Jovem.

## Casamento
Auguste conheceu o rei Frederico Guilherme III em um spa em Teplitz, na Boêmia, em 1822. Eles se casaram no Palácio de Charlottenburg em 9 de novembro de 1824. Como Auguste era católica e considerada de categoria inferior, o casamento foi inicialmente mantido em segredo. Em muitos lugares, o casamento foi recebido com grande surpresa e alguns inicialmente se recusaram a acreditar. Os maiores oponentes desse casamento eram os primos Mecklemburgo-Strelitz, a família da primeira esposa do rei, a rainha Luísa. Auguste se converteu ao protestantismo em 1826.
Como esposa morganática, Auguste foi ignorada pelo protocolo da corte de Berlim, e era precedida por todos os príncipes e princesas da família real.  Ela não era politicamente ativa e não teve filhos. Ela cuidou de Frederico enquanto estava moribundo em 1840, e foi decidido permitir que ela comparecesse ao funeral.

## Viuvez
Auguste recebeu uma grande mesada e continuou a viver no palácio real como viúva. Em seus últimos anos, ela frequentemente viajava para a Itália e França. Ela foi madrinha de seu sobrinho, o pintor Conde Ferdinand von Harrach (1832-1915).